# Eurystylops sierrensis
Eurystylops sierrensis är en insektsart som beskrevs av Richard Mitchell Bohart 1978. Eurystylops sierrensis ingår i släktet Eurystylops och familjen stekelvridvingar. Inga underarter finns listade i Catalogue of Life.